# Giải bóng đá Hạng Ba Quốc gia 2015
Giải bóng đá Hạng Ba Quốc gia 2015 là mùa giải thứ mười một của giải bóng đá hạng cao thứ 4 trong hệ thống vô địch giải bóng đá Việt Nam (sau V-League, Hạng nhất và Hạng nhì) do Liên đoàn bóng đá Việt Nam tổ chức hàng năm. Giải bóng đá hạng ba quốc gia 2015 với sự tham dự của các đội bóng: Công an Nhân dân B, Viettel B, Hà Nội T&T B, Phù Đổng FC, Nam Định B, XM The Vissai Ninh Bình, PVF, Cần Thơ B, An Giang và Trẻ Tp.HCM. Kết quả đội Viettel, Hà Nội T&T An Giang và VPF giành quyền lên thi đấu tại giải bóng đá hạng nhì quốc gia 2016.

## Điều lệ
Theo kế hoạch, giải bóng đá hạng ba quốc gia 2015 sẽ diễn ra vòng bảng từ ngày 17 tháng 11 đến ngày 10 tháng 12 năm 2015 với 2 bảng thi đấu, các đội bóng trong mỗi bảng sẽ thi đấu vòng tròn một lượt tính điểm số để xếp hạng. Hai đội bóng dẫn đầu mỗi bảng sẽ bước vào vòng đấu loại trực tiếp chọn ra 3 đội bóng xếp cao nhất giải giành vé thăng hạng và chơi bóng tại giải bóng đá hạng nhì quốc gia 2016.
Do Trung tâm đào tạo bóng đá trẻ Việt Nam (sân nhà của Hà Nội T&T B) đang trong quá trình tiến hành sửa chữa, bảo dưỡng sân bãi. Vì vậy, Liên đoàn bóng đá Việt Nam quyết định thay đổi địa điểm đăng cai tổ chức Vòng loại Bảng A sang Sân vận động Hà Nam - Tp. Phủ Lý - Tỉnh Hà Nam.

## Thay đổi đội bóng
Danh sách các đội bóng có sự thay đổi so với mùa giải 2014.
| Đội bóng mới - An Giang - Cần Thơ B - Hà Nội T&T B - Nam Định B - Phù Đổng FC - Trẻ Thành phố Hồ Chí Minh - Viettel B Xuống hạng từ V.League 2014 - Xi măng The Vissai Ninh Bình Xuống hạng từ giải Hạng Nhì 2014 - Không có | Thăng hạng lên giải Hạng Nhì 2015 - Mancons Sài Gòn - Bình Định - Palace Khánh Hòa (do thiếu suất nên bổ sung) Không tham gia mùa giải này - Tây Ninh B |

## Các đội bóng
| Đội                | Trụ sở              | Sân nhà                    | Sức chứa | Huấn luyện viên     | Bảng |
| ------------------ | ------------------- | -------------------------- | -------- | ------------------- | ---- |
| An Giang           | An Giang            | Sân vận động An Giang      | 15,200   | Trần Ngọc Thái Tuấn | B    |
| Cần Thơ B          | Cần Thơ             | Sân vận động Cần Thơ       | 45,000   |                     | B    |
| Công an Nhân dân B | Hà Đông, Hà Nội     | Sân vận động Hà Đông       | 5,000    | Phạm Quang Thành    | A    |
| Hà Nội T&T B       | Nam Từ Liêm, Hà Nội | Sân Trung tâm              |          | Vũ Hồng Việt        | A    |
| Nam Định B         | Nam Định            | Sân vận động Thiên Trường  | 20,000   | Nguyễn Lương Phúc   | A    |
| XMTV Ninh Bình     | Ninh Bình           | Sân vận động Ninh Bình     | 20,000   | Bùi Hữu Nam         | A    |
| Phù Đổng FC        | Hà Đông, Hà Nội     | Trung tâm bóng đá Phù Đổng |          | Nguyễn Ngọc Dũng    | A    |
| PVF                | Bình Chánh, Tp.HCM  | Sân Thành Long             | 5,000    |                     | B    |
| Trẻ Tp.Hồ Chí Minh | Quận 10, Tp.HCM     | Sân vận động Thống Nhất    | 25,000   |                     | B    |
| Viettel B          | Hà Nội              | Sân vận động Hàng Đẫy      | 20,000   | Đinh Thế Nam        | A    |

## Vòng loại

### Bảng A
Bảng A do Sân vận động Hà Nam, thành phố Phủ Lý, tỉnh Hà Nam đăng cai tổ chức.

| VT | Đội                    | ST | T | H | B | BT | BB | HS  | Đ  | Thăng hạng hoặc xuống hạng                   |
| -- | ---------------------- | -- | - | - | - | -- | -- | --- | -- | -------------------------------------------- |
| 1  | Viettel B (C, O, P)    | 5  | 3 | 2 | 0 | 9  | 1  | +8  | 11 | Vòng chung kết thăng hạng giải Hạng Nhì 2016 |
| 2  | Hà Nội T&T B (C, O, P) | 5  | 3 | 1 | 1 | 9  | 6  | +3  | 10 | Vòng chung kết thăng hạng giải Hạng Nhì 2016 |
| 3  | XMTV Ninh Bình         | 5  | 2 | 2 | 1 | 7  | 3  | +4  | 8  |                                              |
| 4  | Công an Nhân dân B     | 5  | 1 | 3 | 1 | 4  | 6  | −2  | 6  |                                              |
| 5  | Phù Đổng FC            | 5  | 1 | 2 | 2 | 2  | 4  | −2  | 5  |                                              |
| 6  | Nam Định B             | 5  | 0 | 0 | 5 | 0  | 11 | −11 | 0  |                                              |

### Bảng B
Bảng B do PVF đăng cai tổ chức thi đấu tại Trung tâm thể thao Thành Long.

| VT | Đội             | ST | T | H | B | BT | BB | HS  | Đ | Thăng hạng hoặc xuống hạng                   |
| -- | --------------- | -- | - | - | - | -- | -- | --- | - | -------------------------------------------- |
| 1  | PVF (H, P)      | 3  | 3 | 0 | 0 | 11 | 0  | +11 | 9 | Vòng chung kết thăng hạng giải Hạng Nhì 2016 |
| 2  | An Giang (O, P) | 3  | 2 | 0 | 1 | 4  | 4  | 0   | 6 | Vòng chung kết thăng hạng giải Hạng Nhì 2016 |
| 3  | Trẻ Tp.HCM      | 3  | 1 | 0 | 2 | 1  | 3  | −2  | 3 |                                              |
| 4  | Cần Thơ B       | 3  | 0 | 0 | 3 | 2  | 11 | −9  | 0 |                                              |

## Kết quả các vòng đấu

### Bảng A
| Vòng 1             |       |                    |
| Phù Đổng FC        | 0 - 3 | Hà Nội T&T B       |
| Nam Định B         | 2 - 4 | XMTV Ninh Bình     |
| Công an Nhân dân B | 0 - 3 | Viettel B          |
| Vòng 2             |       |                    |
| XMTV Ninh Bình     | 2 - 3 | Hà Nội T&T B       |
| Viettel B          | 3 - 0 | Nam Định B         |
| Công an Nhân dân B | 0 - 0 | Phù Đổng FC        |
| Vòng 3             |       |                    |
| Hà Nội T&T B       | 1 - 0 | Nam Định B         |
| Phù Đổng FC        | 1 - 1 | Viettel B          |
| XMTV Ninh Bình     | 0 - 0 | Công an Nhân dân B |

| Vòng 4         |       |                    |
| Hà Nội T&T B   | 2 - 2 | Công an Nhân dân B |
| Viettel B      | 0 - 0 | XMTV Ninh Bình     |
| Phù Đổng FC    | 1 - 0 | Nam Định B         |
| Vòng 5         |       |                    |
| Hà Nội T&T B   | 0 - 2 | Viettel B          |
| Nam Định B     | 1 - 2 | Công an Nhân dân B |
| XMTV Ninh Bình | 1 - 0 | Phù Đổng FC        |

| Đội \ Vòng đấu     | 1 | 2 | 3 | 4 | 5 |
| ------------------ | - | - | - | - | - |
| Công an Nhân dân B | 5 | 4 | 5 | 5 | 4 |
| Hà Nội T&T B       | 1 | 2 | 1 | 1 | 2 |
| Nam Định B         | 4 | 6 | 6 | 6 | 6 |
| XMTV Ninh Bình     | 3 | 3 | 3 | 3 | 3 |
| Phù Đổng FC        | 6 | 5 | 4 | 4 | 5 |
| Viettel B          | 2 | 1 | 2 | 2 | 1 |

### Bảng B
| Vòng 1             |       |                    |
| An Giang           | 3 - 2 | Cần Thơ B          |
| PVF                | 2 - 0 | Trẻ TP Hồ Chí Minh |
| Vòng 2             |       |                    |
| Cần Thơ B          | 0 - 1 | Trẻ TP Hồ Chí Minh |
| An Giang           | 0 - 2 | PVF                |
| Vòng 3             |       |                    |
| Trẻ TP Hồ Chí Minh | 0 - 1 | An Giang           |
| PVF                | 7 - 0 | Cần Thơ B          |

| Đội \ Vòng đấu     | 1 | 2 | 3 |
| ------------------ | - | - | - |
| An Giang           | 2 | 2 | 2 |
| Cần Thơ B          | 3 | 4 | 4 |
| Trẻ TP Hồ Chí Minh | 4 | 3 | 3 |
| PVF                | 1 | 1 | 1 |

## Vòng chung kết
Vòng đấu loại trực tiếp diễn ra hai trận chung kết, hai đội thắng sẽ giành vé thăng hạng nhì quốc gia 2016. Hai đội thua sẽ chạm trán ở trận play-off, đội thắng sẽ giành vé thứ 3 thăng hạng nhì quốc gia 2016. Tất cả các trận đấu ở vòng chung kết diễn ra trong 90 phút, nếu sau đó hai đội vẫn hòa nhau sẽ tiến hành đá luân lưu chọn ra đội chiến thắng.
|  | Chung kết           | Chung kết |                      |       | Play-off | Play-off |
|  |                     |           |                      |       |          |          |
|  | 8 tháng 12 năm 2015 |           |                      |       |          |          |
|  |                     |           |                      |       |          |          |
|  | Viettel B           | 1         |                      |       |          |          |
|  | Viettel B           | 1         | 10 tháng 12 năm 2015 |       |          |          |
|  | An Giang            | 0         |                      |       |          |          |
|  | An Giang            | 0         | An Giang             | 1 (4) |          |          |
|  | 8 tháng 12 năm 2015 |           | An Giang             | 1 (4) |          |          |
|  |                     | PVF       | 1 (2)                |       |          |          |
|  | PVF                 | PVF       | 1 (2)                | 0 (5) |          |          |
|  | PVF                 |           |                      | 0 (5) |          |          |
|  | Hà Nội T&T B        | 0 (6)     |                      |       |          |          |
|  | Hà Nội T&T B        | 0 (6)     |                      |       |          |          |

| 8 tháng 12 năm 2015 Chung kết | Viettel B                | 1 – 0    | An Giang                   | Huế, Việt Nam                                                                 |  |
| 15:30                         | Bùi Quý Trường (18) 17'' | Chi tiết | Nguyễn Minh Quân (15) 34'' | Sân vận động: Sân vận động Tự Do Lượng khán giả: 300 Trọng tài: Mai Xuân Hùng |  |

| 8 tháng 12 năm 2015 Chung kết | PVF                      | 0 – 0 (5–6 p) | Hà Nội T&T B              | Huế, Việt Nam                                            |  |
| 18:00                         | Phạm Trọng Hoá (12) 90'' | Chi tiết      | Vũ Công Nhật Anh (8) 39'' | Sân vận động: Sân vận động Tự Do Trọng tài: Lê Lưu Quang |  |

### Trận Play-off
| 10 tháng 12 năm 2015 Play-off | PVF                                                                               | 1 - 1 (2-4 p) | An Giang | Huế, Việt Nam                                                                         |  |
| 15:30                         | Trương Văn Thái Quý (6) 61'' · Hồ Minh Di (9) 66'' · Trương Văn Thái Quý (6) 68'' | Chi tiết      | Nguyễn Văn Trọng (6) 41'' · Nguyễn Thanh Thảo (8) 60'' · Trịnh Nguyễn Mai Tài Lộc (10) 65'' · Bùi Văn Sang (12) 71'' | Sân vận động: Sân vận động Tự Do Lượng khán giả: 200 Trọng tài: Nguyễn Đình Hồng Quân |  |

### Tổng kết
Viettel B giành quyền thăng hạng nhờ thắng đội An Giang và Hà Nội T&T B giành quyền thăng hạng nhờ thắng đội PVF trong khi đó An Giang cũng giành quyền thăng hạng nhờ thắng PVF trong trận đấu loại trực tiếp cuối cùng trên Sân vận động Tự Do thuộc thành phố Huế.
Vào ngày 14 tháng 3 năm 2016, tại lễ bốc thăm xếp lịch thi đấu Giải hạng nhì 2016. Phó Tổng thư ký VFF Dương Nghiệp Khôi cho biết, vì Trẻ Đồng Nai bỏ giải nên PVF được đôn lên thay thế. Vậy giải hạng ba 2015 có tổng cộng 4 đội thăng hạng.